# Marie Antoinette-uret

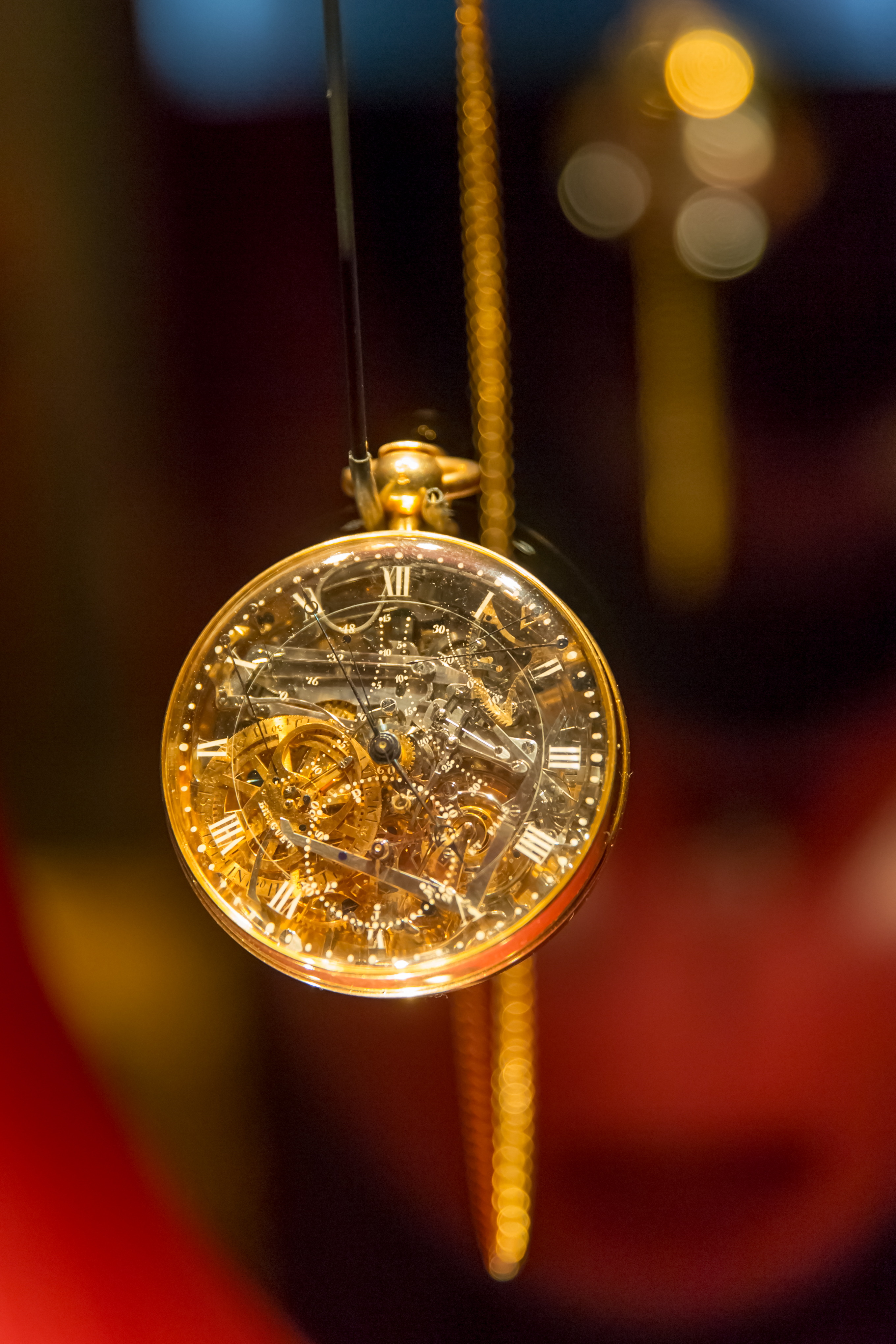
Breguet nr 160, Marie Antoinette-uret

Marie Antoinette-uret är ett skelettur i guld, som tillverkades under decennier av Abraham-Louis Breguet i dennes verkstad på 51, Quai de l’Horloge i Paris, och som färdigställdes av hans son 1827, fyra år efter Abraham-Louis Breguets död. Uret hade ursprungligen beställts för den franska drottningen Marie Antoinette, troligen av Axel von Fersen 1783. Detta fickur, "la Marie Antoinette", var ett skelettur och anses vara det första av detta slag. 

## Beskrivning
Uret har en diameter på sex centimeter. Det består av 823 delar. Den är besatt med safirer och har ett fodral i 18 karats guld samt en urtavla i bergkristall med timtal i vit emalj. Det hade alla sådana funktioner i urverk (komplikationer), som var kända på sin tid, inklusive: 
- Visning av veckodag, dag i månad och månad
- Evighetskalender
- Repeater
- Termometer
- Kronograf
- Fjäder i guld
- Ankarhemverk
- Indikator för återstående lagrad energi
- Stötdämpare
- Automatisk uppdragning
- Fristående sekundvisare

Marie Antoinette-uret anses vara ett att de mest komplicerade uren som gjorts.. Varje ur som tillverkades på Breguets verkstad fick ett unikt tillverkningsnummer. La Marie-Antoinette har nummer 160.

## Proveniens
När uret såldes till den första köparen är oklart. Däremot är det klarlagt att en markis de la Groye 1838 hade skickat uret till Breguets firma för underhåll. Det föll sig så att uret aldrig hämtades ut, och att markisen dog utan ha efterlämnat arvingar.
Familjen Breguet behöll uret, fram till dess änkan till Louis-Clement Breguet, som var den siste innehavaren av verkstaden, sålde det 1887 till den brittiske samlaren Spencer Brunton. 
Efter Bruntons död övertogs uret av hans bror, som sålde det till Murray Marks (1840-1918), som var en nederländsk konsthandlare bosatt i London.  
Marks samling av Breguet-ur såldes på Christie's den 22 juni 1896 till samlaren David Lionel Salomons (1851–1925), vetenskapsförfattare och jurist. Dottern Vera Bryce Salomons (1888-1969) ärvde 1925 en del av samlingen, inklusive Marie Antoinette-uret. Därefter är det oklart hur uret hamnade i Israel. Enligt en version testamenterade Salomons själv 57 ur, inklusive Marie Antoinette-uret, till L.A. Mayer Museum for Islamic Art i Jerusalem, senare Museum for Islamic Art, Jerusalem, på sin dödsbädd. Enligt en annan version utvecklade Vera Salomons en nära vänskap med Leo Aryeh Mayer (1895–1959) på Hebreiska universitetet i Jerusalem, som var en kännare av islamisk konst. Hon donerade den islamiska konst hon ägde till ett nytt museum som hon grundade 1974 till hågkomst av sin vän, L.A. Mayer Museum for Islamic Art. Hon donerade så också de ur som hon övertagit efter sin far. Hur som helst hamnade Marie Antoinette-uret på museum i Jerusalem, men efter nio år stals det, som ett av 106 föremål, av den israeliske inbrottstjuven Na'aman Diller (död 2004) vid ett inbrott i Museum for Islamic Art den 15 april 1983.
Efter Na'aman Dillers död, dök den 2007 upp, såld i Tel Aviv genom ett advokatkontor till museet av en anonym dam, som senare visade sig vara Na'aman Dillers änka Nili Shamrat (född 1945).
Marie Antoinette-uret visas idag i Salomons-rummet på L.A. Mayer Museum for Islamic Art i Jerusalem. Breguet tillverkade 2005–2008, innan originalet återkom, en replika på initiativ av Nicolas Hayek.